# イヴァン・アレクシッチ
イヴァン・アレクシッチ（Ivan Aleksić、1993年3月6日 - ）は、クロアチア・オシエク出身のサッカー選手。ポジションはDF。

## クラブ経歴
2005年にNKオシエクの下部組織に加入し、2011年にトップチームデビュー。
2014年、FKヤゴディナに移籍した。
2018年7月19日、KRレイキャヴィークに加入し、2018シーズンはケプラヴィークにレンタルした。
2019年9月、NKゴシュク・ドゥブロヴニクに加入。
2020年1月、NK BSKビイェロ・ブルドに移籍。
2021年夏、HNKヴコヴァル'91に加入。